# وزارة جمال عبد الناصر الرابعة
وزارة الرئيس جمال عبد الناصر الرابعة هي الوزارة السابعة والسبعون في تاريخ مصر وتشكلت في 6 مارس 1958. وهو أول تشكيل وزاري بعد الوحدة العربية بين مصر وسوريا.:45:46

## أعضاء الحكومة
| الوزارة                                             | الوزير              |
| --------------------------------------------------- | ------------------- |
| رئيس مجلس الوزراء                                   | جمال عبد الناصر     |
| الحربية                                             | عبد الحكيم عامر     |
| الداخلية (الإقليم المصري)                           | زكريا محيي الدين    |
| الداخلية (الإقليم السوري)                           | عبد الحميد السراج   |
| الخارجية                                            | محمود فوزي          |
| الخزانة (الإقليم المصري)                            | حسن عباس زكي        |
| الخزانة (الإقليم السوري)                            | فاخر الكيلاني       |
| الاقتصاد والتجارة (الإقليم المصري)                  | عبد المنعم القيسوني |
| الاقتصاد والتجارة (الإقليم السوري)                  | خليل الكلاس         |
| الشئون الاجتماعية والعمل (الإقليم المصري)           | حسين الشافعي        |
| الشئون الاجتماعية والعمل (الإقليم السوري)           | مصطفى حمدون         |
| الصحة العمومية (الإقليم المصري)                     | نور الدين طراف      |
| الصحة (الإقليم السوري)                              | شوكت القنواتي       |
| العدل (الإقليم المصري)                              | أحمد حسني           |
| العدل (الإقليم السوري)                              | عبد الوهاب حومد     |
| الأشغال العمومية (الإقليم المصري)                   | أحمد عبده الشرباصي  |
| الأشغال (الإقليم السوري)                            | نور الدين كحالة     |
| الشئون البلدية والقروية (الإقليم المصري)            | محمد أبو نصير       |
| الشئون البلدية والقروية (الإقليم السوري)            | أحمد عبد الكريم     |
| المواصلات (الإقليم المصري)                          | مصطفى خليل          |
| المواصلات (الإقليم السوري)                          | أمين النقوري        |
| الزراعة ووزير دولة للإصلاح الزراعي (الإقليم المصري) | سيد مرعي            |
| الزراعة (الإقليم السوري)                            | أحمد الحاج يونس     |
| التخطيط (الإقليم السوري)                            | حسن جبارة           |
| التموين (الإقليم المصري)                            | كمال رمزي إستينو    |
| الصناعة (الإقليم المصري)                            | عزيز صدقي           |
| التربية والتعليم                                    | كمال الدين حسين     |
| الأوقاف                                             | أحمد حسن الباقوري   |
| الإرشاد القومي                                      | فتحي رضوان          |
| شئون رئاسة الجمهورية                                | علي صبري            |
| الدولة                                              | صلاح الدين البيطار  |